# Charles Jourdan
Charles Jourdan es una empresa especializada en zapatos de lujo, que bajo la misma marca también comercializa otros artículos, como relojes o complementos de moda. Inicialmente era una pequeña empresa familiar, que creció rápidamente y logró fabricar 650.000 pares de zapatos en 1960. Su fundador, Charles Jourdan (1883-1976) creó su empresa en 1921 en el departamento de Drôme.
Charles Jourdan y su esposa inventaron el prêt-à-porter de lujo, al fabricar botines en la localidad de Romans-sur-Isère. Al final de la Segunda Guerra Mundial, sus tres hijos René, Charles y Roland tomaron el relevo y Charles Jourdan se convirtió en la primera marca de zapatos francesa vendida en Estados Unidos. René, el mayor, acompañado de sus hermanos, convirtió a la firma familiar en una de las marcas francesas más internacionales de la posguerra.
La marca consiguió un gran éxito gracias a una idea original: unos zapatos de señora con tacón perfilado llamados "Louis XV", disponibles en varios modelos de distintos colores y tamaños. El gran fotógrafo francés Guy Bourdin ilustro las campañas publicitarias de 1967 a 1981, que se hicieron famosas en el mundo de la moda.

## Historia

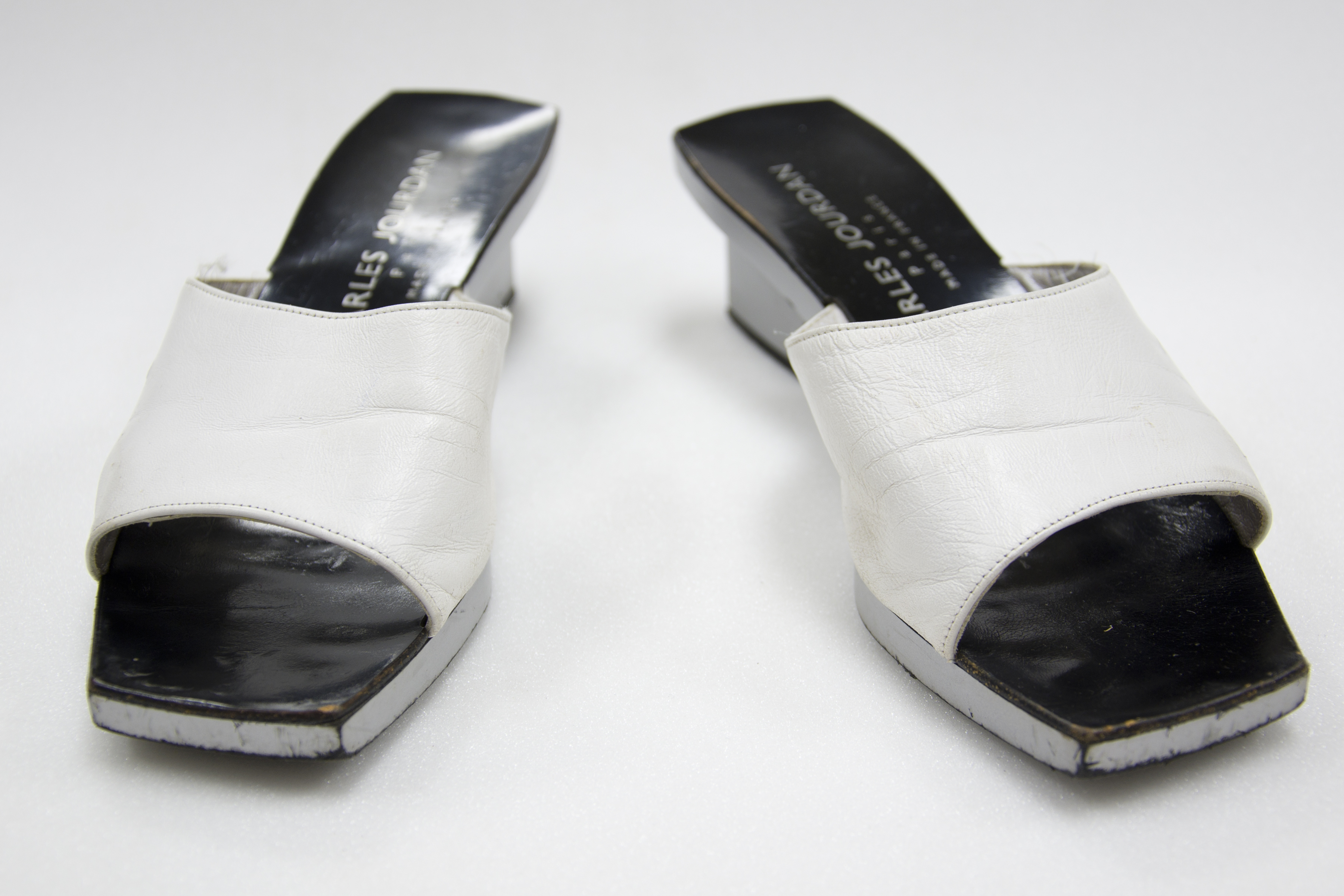
Zapatos de la firma Charles Jourdan

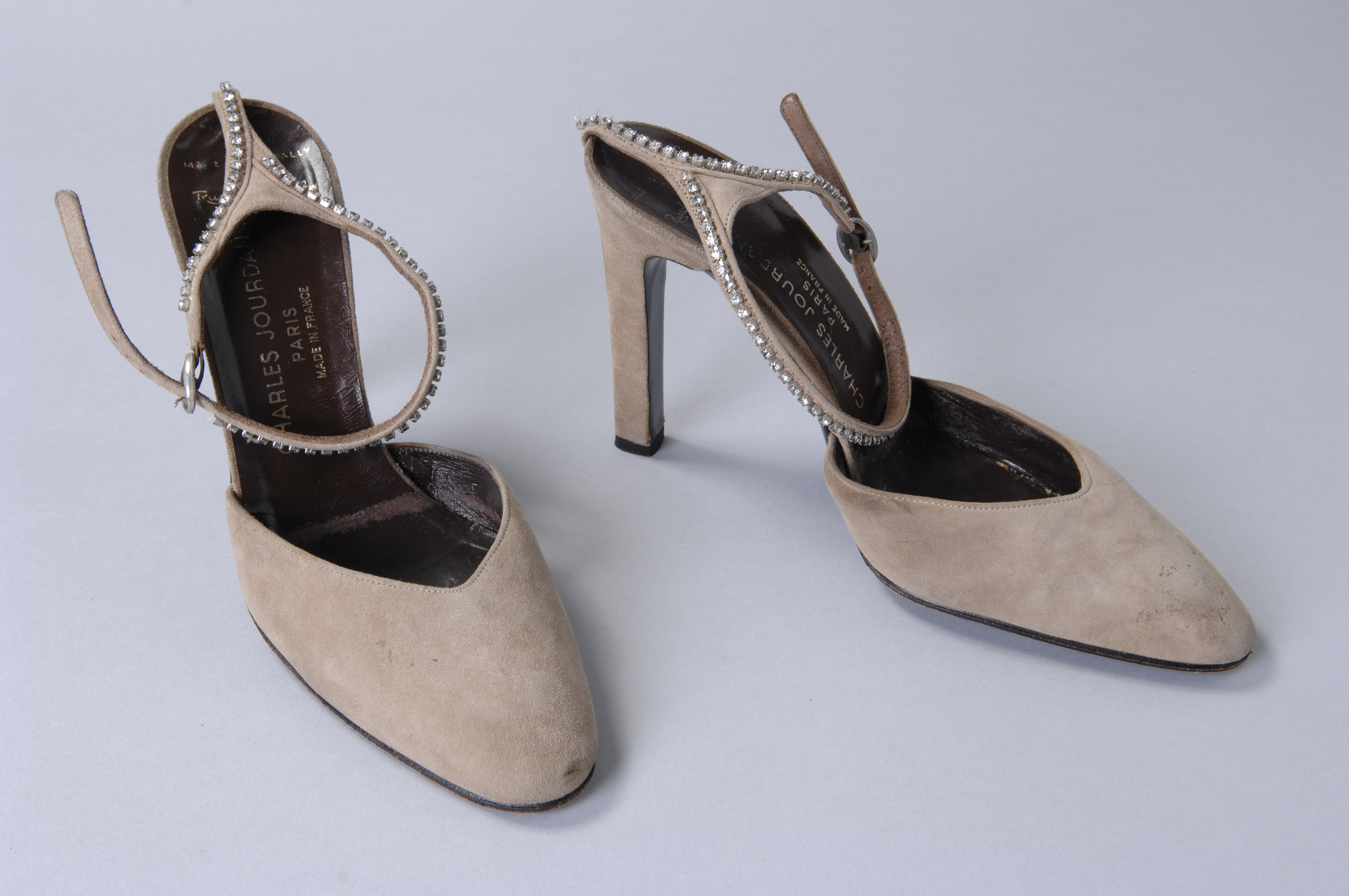
Otro par de zapatos de la marca

Charles François Jourdan nació el 3 de noviembre de 1883 en Bourg-de-Péage, una localidad del departamento de Drôme. Era hijo de Crépin Pierre Jourdan y de Emma Euphroisine Rostaing, un matrimonio dueño de una cafetería.
En 1921 fundó una pequeña empresa familiar de fabricación de calzado con su nombre. Con el apoyo de su esposa, dos años más tarde completó la construcción de la primera fábrica de la marca Charles Jourdan, cuya producción estaba inspirada en los diseños del fabricante de calzado Roger Vivier.
Al introducir a principios de los años 1930 el concepto de los agregados comerciales, lanzó por toda Francia una multitud de vendedores tan competentes como motivados, y fue testigo de la expansión meteórica de su empresa, que adquirió muy rápidamente una gran reputación, primero a nivel nacional y después en el ámbito internacional.
En 1939 Charles Jourdan ya se había hecho rico, la marca contaba con 300 empleados y se fabricaban 400 pares de elegantes zapatos femeninos cada día. Sin embargo, en los años 1940 la marca entró en crisis a consecuencia de la Segunda Guerra Mundial. Todos los sectores de la economía se vieron afectados, y la industria del calzado no fue una excepción.
Al final de la guerra, Charles Jourdan padre se retiró de la empresa y entregó la dirección a sus tres hijos: René, Charles y Roland. René Jourdan es nombrado presidente de la empresa, y bajo su liderazgo moderno y dinámico, la empresa recuperó fuerza y logró volver a encarrilarse. Así es como en 1957, la firma Charles Jourdan abrió su primera boutique parisina en el bulevar de la Madeleine. El éxito fue inmediato. En los años 1960 la producción ascendía a un total de 650 000 pares de zapatos al año. El hecho de que las mujeres más famosas y elegantes eligieran la marca confirmó este éxito. Así, celebridades como Marlene Dietrich, Marilyn Monroe, Ava Gardner, Sophia Loren, Édith Piaf o Jackie Kennedy utilizarían sus zapatos.
Pero serán los desacuerdos internos los que pondrán fin a este auge de la empresa aparentemente indestructible. De hecho, en 1971, aprovechando un conflicto entre los tres hermanos, el fabricante de calzado americano Genesco se convirtió en el accionista mayoritario, cuando la firma contaba con 2000 empleados entre Romans, Tournon-sur-Rhône y Annonay.
La marca poseía una tienda en el número 17 del bulevar de las Capuchinas de París.
En 1976, el padre fundador de la marca murió en Romans, y unos años más tarde, la firma fue comprada por unos inversores suizos (en 1980), entre ellos Franz Wassmer, quien se separó de Roland Jourdan, el hijo del fundador (que moriría el 29 de julio de 2005, a la edad de 80 años). Poco después, Roland abandonó la empresa. La marca tuvo entonces que cerrar varias de sus plantas y recortar puestos de trabajo en masa, y apenas lograba asegurar su supervivencia financiera.
Jourdan obtuvo una publicidad no deseada en 1986, cuando se hicieron públicos los excesos de la presidenta de Filipinas Imelda Marcos, que en su vestidor acumulaba centenares de pares de zapatos, entre ellos muchos modelos con tacones de aguja de Jourdan.
La empresa también creó una cantidad limitada de perfumes, incluyendo un aroma llamado "Stiletto" (por stiletto heel, denominación en inglés de los tacones de aguja) para conmemorar el 75 aniversario de la firma en 1996. Para honrar a París, el frasco tenía la forma de la Torre Eiffel.
Sin embargo, se mantuvo el prestigio del nombre de Charles Jourdan, lo que probablemente atrajo en 2003 al diseñador canadiense Patrick Cox a dirigir el departamento artístico. Dos años más tarde daría paso al estilista Josephus Thimister. La identificación de la firma con el mundo del diseño, propició la comercialización de una gama de artículos de lujo con la marca Charles Jourdan, como complementos de moda o relojes.
Tras cinco años de batallas judiciales por la adquisición de la firma, marcadas por tres procesos de administración pública, finalmente fue el Groupe Royer (el nombre detrás de marcas como Converse, Kickers, Airwalk o Morgan pret-a-porter) la que se convirtió, en 2009, en propietaria de los activos de la empresa y de sus siete boutiques.

## Planes sociales
- 1986: se suprimieron trescientos puestos de trabajo en la planta de Annonay y quinientos setenta al año siguiente, debido a la falta de efectivo.
- 1994: la planta de Tournon-sur-Rhône también se cierra, y se pierden trescientos puestos de trabajo.
- 2002: un primer plan social redujo la plantilla del grupo a 265 personas en Romans. Fue comprada en 2003 por el holding Lux Diversity SA por un millón de euros.

La empresa contaba con ochenta tiendas en 2005, disponía de cuatrocientos puntos de venta en todo el mundo y realizaba casi el 90% de su producción en Romans. La marca ha conseguido atraer a grandes nombres del diseño para relanzar sus colecciones, como Patrick Cox en 2004, o Josephus Thimister en 2005, aunque sin conseguir volver a la primera línea de la moda.

## Reducción de la actividad
Al final del año 2003, las pérdidas acumuladas alcanzaron los 12,8 millones de euros. Lux Diversity ingresó 1,2 millones de euros y el grupo Charles Jourdan Holding redujo su capital social de 23 a 12 millones de euros.
En febrero de 2004, el holding suizo creó una nueva sociedad denominada Charles Jourdan International Paris, cuyo objeto es gestionar la mayoría de las licencias de zapatos y de accesorios de moda pertenecientes a Charles Jourdan Holding Suiza, conservando Charles Jourdan Francia únicamente la gestión de la marca de zapatos en Francia.
La dirección cerró o vendió tiendas para racionalizar la red de distribución. Charles Jourdan abandonó su local de los Campoe Elíseos, a pesar de que esta prestigiosa tienda representaba por sí sola entre el 30% y el 40% de las ventas en Francia. La empresa obtuvo del propietario por el desalojo de este codiciado local 5,2 millones de euros, que se destinaron al pago de salarios y proveedores del Grupo.
El presupuesto de promoción se redujo en un 38% entre 2003 y 2004. A finales de 2004, las ventas habían caído un 22%, tendencia que se agravó en el primer semestre de 2005. La empresa vendía 65.000 pares de zapatos al año, cuando debería "producir entre 140.000 y 150.000", según el representante sindical.
Los problemas del zapatero en Estados Unidos también pesaron mucho sobre sus finanzas. Charles Jourdan USA, filial directa del holding suizo, salió de la quiebra en Estados Unidos. Charles Jourdan de Francia le concedió varias condonaciones de deuda, en particular la del 6 de noviembre de 2003 (de aproximadamente 275.000 euros) y la del 7 de enero de 2004 (de 77.000 euros).
A finales de 2004 fueron despedidos tres directivos, el director financiero y los directores de recursos humanos y del departamento jurídico.
En 2005, la tesorería se quedó sin dinero y los proveedores dejaron de cobrar. Lux Diversity acordó en junio contribuir con 2 millones de euros para mantener la empresa hasta después del verano.

## Declaración de quiebra
Con motivo de la reunión extraordinaria con el comité de empresa en agosto de 2005, la dirección anunció a los representantes del personal la declaración de quiebra, por una deuda de 9 millones de euros, de las empresas Charles Jourdan France, encargada de la mercadotecnia y de la administración, Charles Jourdan Industries, encargada de la producción, y de la empresa de distribución Sodepar, que agrupaba las tiendas de la marca. Esto significaba que 432 empleados corrían el riesgo de perder su empleo.
En agosto de 2005, la CGT solicitó a las autoridades públicas y al tribunal Mercantil, "obligar a la dirección del grupo a entregar cuentas económicas, pero sobre todo financieras, antes de cualquier paso hacia una recuperación judicial", y el nombramiento de un experto independiente "antes de que se tomase cualquier decisión perjudicial para los empleados".

### Reorganización
El 22 de agosto de 2005, el tribunal comercial toma nota de la suspensión de pagos y ordena la ejecución de una administración judicial con una suspensión de seis meses para encontrar un comprador. Los compradores potenciales tenían hasta el 30 de septiembre para dar a conocer sus planes.
Privada de su fondo de comercio y de sus edificios, de parte de sus marcas, de la confianza de sus proveedores y con una deuda de más de 10 millones de euros, la empresa tendría dificultades para renacer. Además, la marca Charles Jourdan, que desde 1982 era propiedad del grupo suizo Charles Jourdan Holding, no formaba parte de la adquisición. Sin embargo, sin la propiedad de la marca, ningún proyecto era viable; el holding suizo, que poseía las licencias, tendría que ser transferido a los compradores franceses. Gracias al acuerdo de los accionistas de Charles Jourdan Holding para vender la marca en el ámbito francés de la adquisición, el tribunal comercial falló el 28 de octubre a favor del único candidato que quedaba en liza, Avendis Capital. El grupo financiero suizo preveía conservar 210 empleados (150 en Romans y unos sesenta en diferentes sitios de Francia y del extranjero), de los 380 empleos en cuestión.
El día  17 de diciembre de 2007, la empresa entró en suspensión de pagos por decisión del tribunal mercantil de Romans-sur-Isère (Drôme), lo que dio lugar al despido de sus 197 empleados.
En diciembre de 2008, el tribunal comercial aceptó el caso de adquisición liderado por el Grupo Royer, que compró los activos de la empresa, pero se negó a hacerse cargo de los empleados, prefiriendo deslocalizar la producción, como se había hecho con la firma Stephane Kélian Production, comprada por Royer en 2007.

### Estructura de la empresa en el momento de la declaración de quiebra
Lux Diversity, un fondo de inversión de Luxemburgo, era propietario de Charles Jourdan Holding, una empresa suiza, ambas presididas por Serge Krancenblum.
Charles Jourdan Holding poseía el 100% de Charles Jourdan France, con marcas registradas en el extranjero, operadas a través de Charles Jourdan USA, en Nueva York; Charles Jourdan Asia, en Tokio y Charles Jourdan International en París, con licencias en Europa y Asia.
Charles Jourdan Francia, presidido por MM. de Tapol y Béranger, contaba con 657 empleados, con cinco filiales: CJ Industrie (231 empleados) para la fabricación; y los negocios de Sodépar (84 empleados), con tiendas en Francia y filiales suizas, alemanas e inglesas.
MMD, filial de CJ industrie (que contaba con 243 empleados, y que fabricaba para Louis Vuitton), era la beneficiaria y estaba pignorada en beneficio de los bancos acreedores.

## Cóctel Charles Jourdan
Charles Jourdan también es el nombre de un cóctel que posiblemente rinde homenaje al diseñador de calzado. Su versión original requiere los ingredientes siguientes:
- 4 cl de tequila ligero y floral
- 3 cl de verjus
- 2 cl de vino blanco dulce Gewürztraminer
- 1 cl de Triple Sec
- 0,5 cl de crema de violeta
- 2 pizcas de bitter de naranja

Las recetas alternativas sustituyen los ingredientes más difíciles de encontrar por licor de lichi, ginebra y jugo de pomelo.